# تعصب تفریطی
تعصب تفریطی یا سوگیری اهمال (به انگلیسی: Omission bias) یکی از انواع سوگیری های شناختی است. فرض کنیم فرد الف کاری انجام دهد که پیامدی غیراخلاقی دارد و فرد ب کاری انجام ندهد ولی این بی عملی پیامد غیراخلاقی کار شخص الف را در پی داشته باشد این تعصب باعث میشود که کار شخص الف غیراخلاقی تر به نظر برسد در حالیکه در هر دو صورت پیامد یکسان است. در این که تعصب تفریطی یک سوگیری شناختی است یا یک مسئله منطقی ،مناقشه وجود دارد. در نظر یک فرد پیامدگرا هردو حالت به یک اندازه غیراخلاقی اند چون پیامد یکسان دارند، ولی اصول اخلاقی وظیفه‌گرایانه، به‌طور معمول، می‌تواند منجر به تمایز اخلاقی میان عمل و روا دانستن آن شود. این تعصب معمولاً در مسئله تراموا نمود می‌یابد.

## مثال‌ها و موارد کاربردی
اسپرانکا، مینسک و بارون تعصب تفریطی را به دادرسی‌های اخلاق گزینشی بسط دادند. در سناریویی، جان، یک تنیس‌باز، در بازی سرنوشت‌ساز روز آتی با حریفی سرسخت مواجه خواهد شد. جان می‌داند حریفش به یک ماده غذایی [خاص] حساسیت دارد. افراد با دو حالت حضور یافته بودند. جان غذای حاوی مواد حساسیت‌زا را جهت آسیب‌رسانی به عملکرد حریفش توصیه می‌کند، یا خودِ حریف غذای حساسیت‌زا را سفارش می‌دهد، و جان لب به سخن نمی‌گشاید. اکثر افراد عمل جان در توصیه غذای حساسیت‌زا را غیراخلاقی‌تر در قیاس با سستی جان در عدم آگاه‌سازی حریفش از ماده حساسیت‌زا تشخیص دادند.
این اثر همچنین در عرصه‌های ورزشی جهان واقع، تصرف یافته است. آمارهای اتحادیهٔ ملی بسکتبال نشان داده که داوران در لحظات نهایی بازی‌های پایانی، ۵۰ درصد معدودتر خطاها را اعلان داشتند.
نمونه‌ای دیگر در جهان واقع زمانی‌ست که والدین عزم بر عدم واکسیناسیون کودکان خویش به‌علت احتمال بالقوه مرگ آفرینی آن دارند – حتا در مواقعی که احتمال مرگ ناشی از واکسیناسیون به نسبت مرگ ناشی از بیماری مورد پیشگیری بسیار کمتر است.

## بیشتر بخوانید
- انگیزه‌های نهان، نشریه روان‌شناسی روز